# 61 Armia Lotnictwa Transportowego
61 Armia Lotnictwa Transportowego – lotniczy związek operacyjny Sił Zbrojnych Federacji Rosyjskiej.

## Formowanie i zmiany organizacyjne
Procesem rozbudowy potencjału sowieckich wojsk powietrznodesantowych spowodował, że na bazie 3 Armii Lotniczej sformowano 61 Armię Lotnictwa Transportowego. Podporządkowano jej początkowo samodzielne eskadry, a potem pułki lotnictwa transportowego. Od 1955 została podporządkowana dowództwu SP, a następnie wyznaczona do odwodu strategicznego.
W 1991 na swoim wyposażeniu posiadała około 200 samolotów AN-12, 55 samolotów AN-22, 340 samolotów IŁ-76 oraz 5 samolotów AN-124. Taka liczba samolotów umożliwiała armii  jednorazowy przerzut 3-4 dywizji wojsk powietrznodesantowych w dwóch rzutach.

Po rozpadzie ZSRR elementy struktury armii wycofywano do Rosji jednocześnie reorganizując je. W latach 1992–1996 zredukowano jej potencjał o około 30%, zdolności do przerzutu wojsk oparto na platformach IŁ-76 i AN-124, a z eksploatacji wycofano część AN-12, AN-24 oraz AN-26.

W 1992 roku 117 Białoruski pułk lotnictwa WRE przebazowano do Orenburga i przeformowano go na pułk transportowy. W składzie armii pozostawiono 610 Centrum Szkolenia i dwie dywizje lotnicze. Około 60% samolotów rozmieszczono w rejonie Moskwy.

W wyniku połączenia sił powietrznych i wojsk obrony powietrznej z dniem 1 marca 1998 roku 61 Armia Lotnictwa Transportowego w ramach nowego rodzaju sił zbrojnych osiągnęła gotowość operacyjną.

W latach 2004–2005, w składzie armii pozostawały dwie dywizje z dziewięcioma pułkami lotnictwa transportowego oraz cztery samodzielne pułki lotnictwa transportowego. Armia na wyposażeniu posiadała 318 samolotów transportowych. 

W 2006 wyłączono ze składu armii 8 Dywizję Lotnictwa Transportowego Specjalnego Przeznaczenia. Do 2008 w parku lotniczym 61 ALTr znajdowały się łącznie 293 platformy, w tym: 201 samolotów IŁ-76M/MD/ MF, 50 samolotów AN-12, 12 samolotów AN-124, 21 samoloty AN-22.

 Efektem końcowym reorganizacji przeprowadzonej w latach 1991–2008 to utrata około 60-70% potencjału i obniżenie zdolności przerzutu elementów wojsk do jednej dywizji powietrznodesantowej w dwóch wylotach.

## Struktura organizacyjna
W 1991
- dowództwo
- 117 samodzielny Białoruski pułk lotnictwa WRE – Szaulaj
- 194 samodzielny Gwardyjski Briański pułk lotnictwa transportowego im. N.F. Gastieło – Fergana, Uzbecka SRR
- 930 samodzielny pułk lotnictwa transportowego – Zawitińsk,
- 708 samodzielny pułk lotnictwa transportowego – Taganrog
- 192 samodzielny Gwardyjski Kerczeński pułk lotnictwa transportowego – Ukurei, Zabajkalski Kraj
- 374 samodzielny pułk lotnictwa transportowego – Tuła
- 610 Centrum Szkolenia Bojowego Lotnictwa Transportowego – Iwanowo
- 8 Dywizja Lotnictwa Transportowego Specjalnego Przeznaczenia –  Czkałowsk
- 18 Gwardyjska Taganrodzka Dywizja Lotnictwa Transportowego – Szali, Litewska SRR
- 6 Gwardyjska Zaporoska Dywizja Lotnictwa Transportowego – Krzywy Róg, Ukraina
- 7 Dywizja Lotnictwa Transportowego – Melitopol, Ukraina
- 3 Gwardyjska Smoleńska Dywizja Lotnictwa Transportowego – Witebsk, Białoruska SRR
- 12 Mgińska Dywizja Lotnictwa Transportowego – Twer

W 1996
- dowództwo
- 708 samodzielny pułk lotnictwa transportowego – Taganrog
- 103 Krasnosielski  pułk lotnictwa transportowego – Smoleńsk
- 110 samodzielny pułk lotnictwa transportowego – Rzeczewicy, ok. Nowgorod
- 334 Berliński pułk lotnictwa transportowego – Psków (Kresty)
- 78 samodzielny pułk lotnictwa transportowego – Klin
- 8 Dywizja Lotnictwa Transportowego Specjalnego Przeznaczenia – Czkałowsk
- 12 Mgińska Dywizja Lotnictwa Transportowego – Twer - Migałowo
- 610 Centrum Szkolenia Bojowego  – Iwanowo
  - 517 Instruktorski pułk lotnictwa transportowego – Iwanowo sformowany w 1994
  - eskadra doświadczalna – Iwanowo

W 2007
- dowództwo
- 103 pułk lotnictwa transportowego
- 110 pułk lotnictwa transportowego
- 334 pułk lotnictwa transportowego
- 708 pułk lotnictwa transportowego
- 78 pułk lotnictwa transportowego
- 12 Dywizja Lotnictwa Transportowego
- 610 Centrum Szkolenia
  - 517 szkolny pułk lotnictwa transportowego